# Leo Fischer (Dichter)
Leo Fischer OSB (* 25. Juni 1855 in Vöslau als Otto Ludwig Bartholomäus Fischer; † 16. August 1895 in Boswil) war ein österreichischer Dichter und Sprachwissenschaftler.

## Leben
Fischers Vater stammte aus Havelberg. Als Hofmeister und Erzieher bei Moritz II. von Fries und später bei Karl zu Hohenlohe-Langenburg konvertierte er 1862 zur römisch-katholischen Konfession. Otto Fischer verbrachte seine Kindheit anfänglich in Italien, entweder in Duino oder in Venedig. 1867 starb der Vater, worauf die Mutter mit Otto nach Linz zog. Er studierte an der Universität Innsbruck Theologie und trat 1877 in die Abtei Muri-Gries ein, wo er den Ordensnamen Leo annahm. Am 11. Juli 1880 wurde Leo Fischer zum Priester geweiht. Ab 1885 war er als Professor für Geschichte und deutsche Literatur am Kollegium Sarnen in der Schweiz tätig. 1895 verstarb Fischer in Boswil im Kanton Aargau an einem Schlaganfall.

## Werk
Leo Fischer veröffentlichte fünf Gedichtbände, in denen ihm unter anderem der Kanton Obwalden und Episoden aus der Geschichte der Schweiz als Motive dienten. Adolf Hinrichsen spricht Fischers Gedichten in „Das literarische Deutschland“ (1891) „Formschönheit und Gedankenreichtum“ zu. Darüber hinaus verfasste Fischer Arbeiten zur Sprach- und Literaturgeschichte.

### Gedichtbände
- Ecclesia militans. Ein Cyclus historischer Gedichte. Fösser, Frankfurt a. M. 1883.
- Blumen aus dem Klostergarten. Dichtungen. Fösser, Frankfurt a. M. 1886.
- Subsilvania. Festgabe zur 4. Säkularfeier des sel. Nikolaus von der Flüe. Fösser, Frankfurt a. M. 1887.
- Dichtergrüsse aus den Alpen. Neue Lieder. Fösser, Frankfurt a. M. 1889.
- Wanderers Weisen. Gedichte. Cordier, Heiligenstadt (o. J. [1896]).

### Wissenschaftliche Veröffentlichungen
- Der Cid und die Cidromanzen. In: Studien und Mitteilungen aus dem Benediktinerorden. 1887.
- Fünf Kapitel aus der Geschichte der Sprache. [s.n.], Sarnen 1890 (Beilage zum Jahresbericht der kantonalen Lehranstalt in Sarnen 1889/90).
- Sprachgeschichtliche Abhandlungen. [Müller], [Sarnen] (o. J. [1894], Beilage zum Jahresbericht für die Kantonale Lehranstalt zu Sarnen 1893/94).